# Philhygra obtusangula
Philhygra obtusangula är en skalbaggsart som beskrevs av Joy 1913. Philhygra obtusangula ingår i släktet Philhygra, och familjen kortvingar. Arten är reproducerande i Sverige.